# Cissa chinensis
La urraca verde (Cissa chinensis) es una especie de ave de la familia Corvidae.
Su área de distribución se extiende desde la parte baja de la cordillera del Himalaya, el noreste de la India hasta la parte central de Tailandia, Malasia, Sumatra y Borneo. 

## Subespecies
Se reconocen cinco subespecies:
- C. c. chinensis (Boddaert, 1783) – Himalaya al sur de China, norte de Indochina, Tailandia y Myanmar
- C. c. klossi Delacour & Jabouille, 1924 – indochina central
- C. c. margaritae Robinson & Kloss, 1919 – Montañas Lang Bian (sur de Vietnam)
- C. c. minor Cabanis, 1850 – Sumatra y Borneo
- C. c. robinsoni Ogilvie-Grant, 1906 – Península malaya